# ユウガオ
ユウガオ（夕顔、学名：Lagenaria siceraria var. hispida）は、ウリ科ユウガオ属の植物で、蔓性一年草。実の形によって細長くなった「ナガユウガオ」と、丸みを帯びた球状の「マルユウガオ」とに大別する。

## 名称
和名「ユウガオ」の由来は、夏の夕方に開いた白い花が翌日の午前中にしぼんでしまうことに由来する。アサガオ・ヒルガオ・ヨルガオに対して命名された名であるが、アサガオ・ヒルガオ・ヨルガオはいずれもヒルガオ科の植物であり、ウリ科のユウガオとは直接の類縁関係はない。ヨルガオがユウガオと呼ばれる事もある。白花夕顔はウリ科ユウガオではなくヒルガオ科ヨルガオのことである。

## 特徴
原産地は北アフリカまたはインド、古くから日本でも栽培されていたとされるが、何時どの様に伝来したかは分かっていない。
大きな果実を実らせることが特徴。果実は長楕円形、洋なし形、球形がある。同じく大きな実を実らせるウリ科の植物にヒョウタンがあるが、ヒョウタンとユウガオは同一種であり、ヒョウタンがインドに伝わって栽培されるうち、苦味の少ない品種が食用のものとして分化、選別されたと考えられている。食用にされる果実は、ウリ特有の香りがあり、トウガンに近い風味がある。天日で乾燥させたかんぴょうは、ほのかな甘みがある。
『源氏物語』をはじめ古くから説話や民間伝承にも登場するなど口承文芸のモチーフになっているほか、民俗的にはハレの日に食し、陽気や作物の豊凶を予兆する年占作物としても認識され、作物禁忌も存在した。
季語は花は夏、果実は秋。

## 栽培
ユウガオの実はかんぴょう（干瓢）の原料となる。生育は極めて旺盛でつるの長さは20mにも達する。日本国内では、栽培は斜陽の傾向にあるものの、新潟県、栃木県、山形県、山梨県、岩手県などで栽培が行われている。

## 利用
ユウガオの実自体を食べる機会はあまりないが、ほとんどはかんぴょうに加工されたものが食用されている。

### 台木
スイカの連作障害を防止するため、スイカ接ぎ木苗の台木として利用される事がある。

### 食用

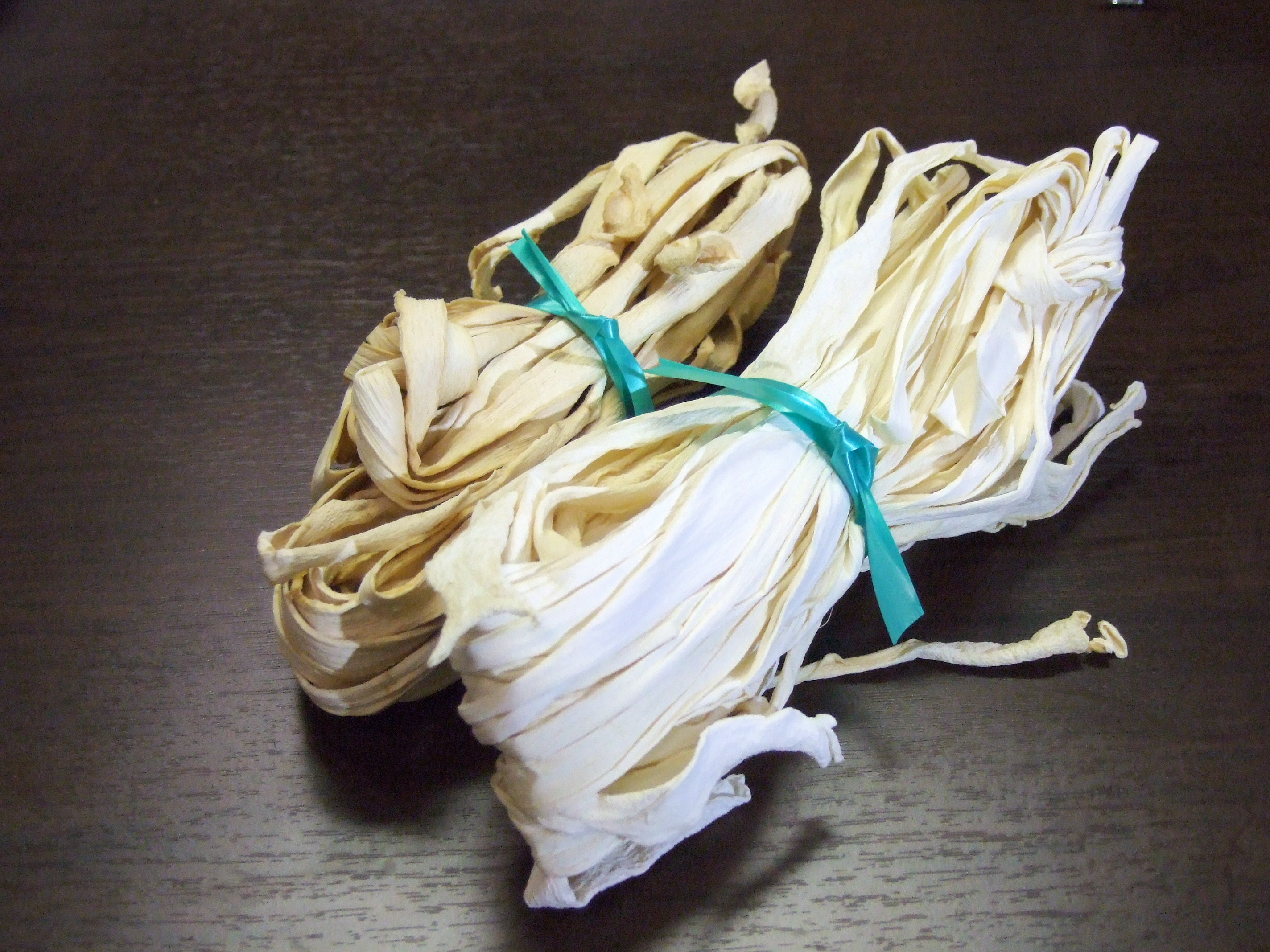
ユウガオから作られたかんぴょう

未熟果はかんぴょう（干瓢）に加工されるほか、トウガンと同じように調理してもよい。かんぴょうはユウガオの実を細長い帯状に剥いて加工したもので、巻き寿司や汁物などに使われ食用にされる。主にマルユウガオからかんぴょう（干瓢）は作る。かんぴょうは、水の中でよくもみほぐしてやわらかくしてから調理される。沖縄県においてはチブル（頭の意）と呼ばれ、かんぴょうにするよりも冬瓜と同じように煮物、汁物にしたり、炒め物、または生のまま胡麻和えなどにして食べるほうが一般的。山形県および新潟県の郷土料理「クジラ汁」の具材。実は食用のほか容器としても用いられる。
乾物であるかんぴょうに加工したときの食物繊維は、可食部100グラムあたり30グラムほどとかなり多い。実際に食べるときは茹でられてからになるので、特にビタミン類はほぼゼロに近くなるほど栄養量もかなり落ちるが、食物繊維は100グラム中に5.3グラムほど含まれ、ミネラル類もカリウムが少し残る程度である。そのほかは、取り立てて特筆すべき栄養素は数値的にみても見当たらないほど低下する。
なお、ユウガオは、同一種のヒョウタンの中から、食用にするため、苦みを持つククルビタシンの少ない品種を選別した変種である。そのため、接ぎ木栽培用の台木用の品種など、食用外の品種にはククルビタシンの多い実を付けるものがある。また、まれに食用品種の一部の株でもククルビタシンを非常に多く産生するものが混じって流通することがあり、自家栽培したものなどを苦味を我慢して食べたことによる食中毒事例（嘔吐や下痢等）もある。そのため、ゴーヤー（ニガウリ）に比べて苦味の強いものには注意する必要がある。
イタリアには葉食用の品種があり、シチリア料理で使用される。